# Pavetta sparsipila
Espèce
Statut de conservation UICN

 VU B1+2b : Vulnérable
Pavetta sparsipila est une espèce de plantes de la famille des Rubiaceae.

## Publication originale
- Bulletin of Miscellaneous Information, Royal Gardens, Kew 1936: 484. 1936.